# Municipio de Springfield (condado de Union)
El municipio de Springfield (en inglés: Springfield Township) es un municipio ubicado en el condado de Union en el estado estadounidense de Nueva Jersey. En el año 2010 tenía una población de 15,817 habitantes y una densidad poblacional de 1,189 personas por km².

## Geografía
El municipio de Springfield se encuentra ubicado en las coordenadas 40°42′6″N 74°19′20″O / 40.70167, -74.32222.

## Demografía
Según la Oficina del Censo en 2000 los ingresos medios por hogar en la localidad eran de $73,790 y los ingresos medios por familia eran $85,725. Los hombres tenían unos ingresos medios de $55,907 frente a los $39,542 para las mujeres. La renta per cápita para la localidad era de $36,754. Alrededor del 3.1% de la población estaba por debajo del umbral de pobreza.